# Zeltweg
Zeltweg è un comune austriaco di 7 327 abitanti nel distretto di Murtal, in Stiria; ha lo status di città (Stadt).
È sede di una delle principali basi aeree dell'Aeronautica austriaca, dotata dell'Eurofighter Typhoon, e dove si tiene a cadenza biennale la famosa manifestazione aerea "Air Power".

## Sport
Tra gli appassionati di motori il suo nome è legato al circuito dell'Österreichring e al tracciato nato dalle ceneri di quest'ultimo: l'A1-Ring, poi ridenominato Red Bull Ring, sebbene prima della costruzione di questo impianto alla fine degli anni sessanta la locuzione "circuito di Zeltweg" si riferisse al tracciato ricavato all'interno dell'Aerodromo Hinterstoisser-Zeltweg.

## Amministrazione

### Gemellaggi
- Gyöngyös